# Rosny-sous-Bois

Rosny-sous-Bois en la Petite Couronne.

 Rosny-sous-Bois  es una población y comuna francesa, en la región de Isla de Francia, departamento de Sena-San Denis, en el distrito de Bobigny. La comuna conforma por sí sola el cantón homónimo.
Aunque no está integrada en ninguna communauté de communes o similar, es miembro de la Association des Collectivités Territoriales de l’Est Parisien.

## Demografía
| 693 | 936 | 780 | 822 | 1 075 | 948 | 1 004 | 1 014 | 1 018 | 2 156 | 1 605 | 1 684 | 1 924 | 1 745 | 2 400 | 2 603 | 3 245 | 4 329 | 5 837 | 6 933 | 8 061 | 10 856 | 14 477 | 14 691 | 14 270 | 16 491 | 21 001 | 30 705 | 35 784 | 36 970 | 37 489 | 39 105 | 41 283 |
| Para los censos de 1962 a 1999 la población legal corresponde a la población sin duplicidades (Fuente: INSEE [Consultar]) |     |     |     |       |     |       |       |       |       |       |       |       |       |       |       |       |       |       |       |       |        |        |        |        |        |        |        |        |        |        |        |        |

Forma parte de la aglomeración urbana de París.